# Diana Iorgova
Diana Iorgova, née le 11 avril 1971 à Roussé, est une tireuse sportive bulgare. 

## Carrière
Diana Iorgova participe aux Jeux olympiques de 1996 à Atlanta où elle remporte la médaille d'argent en pistolet 25 mètres.